# Medicamento fitoterápico
Um medicamento fitoterápico é aquele alcançado de plantas medicinais, onde utiliza-se exclusivamente derivados de droga vegetal tais como: suco, cera, exsudato, óleo, extrato, tintura, entre outros. O termo confunde-se com fitoterapia ou com planta medicinal que realmente envolve o vegetal como um todo no exercício curativo e/ou profilático. Os fitoterápicos são medicamentos industrializados e têm legislação específica. São uma mistura complexa de substâncias, em que, na maioria dos casos, o princípio ativo é desconhecido.
O simples fato de coletar, secar e estabilizar um vegetal não o torna medicamento fitoterápico. Deste modo, vegetais íntegros, rasurados, triturados ou pulverizados, não são considerados medicamentos fitoterápicos; em outras palavras, uma planta medicinal não é um fitoterápico. Também não são considerados fitoterápicos os chás, medicamentos homeopáticos e partes de plantas medicinais.
Embora de difícil consenso, um fitoterápico pode ser definido como um medicamento (obtido pela tecnologia farmacêutica e industrializado) de origem vegetal (fitomedicamento) caracterizado por apresentar várias substâncias químicas (fitoquímicos) responsáveis pelos efeitos terapêuticos e/ou colaterais (também). Esta definição se opõe à de um medicamento não-fitoterápico, cuja origem do(s) princípio(s) ativo(s) não é exclusivamente vegetal, além de ser variada (ex: anti-histamínicos, antitérmicos e vitamina C todos juntos em comprimidos antigripais). Por exemplo (típico), o fitoterápico Ginkgo biloba tem cerca de 20 substâncias ativas que respondem juntas pelo efeito terapêutico, sem a totalidade simultânea das quais, o mesmo efeito não se alcança na plenitude.
Assim como outros medicamentos, os fitoterápicos, quando utilizados de forma incorreta, podem proporcionar problemas de saúde.
Por isso, para regulamentar a comunicação ao usuário, uma resolução da Anvisa em vigor desde 10 de março de 2010 padroniza regras para comercialização. Cada produto deve indicar para o que serve e seus possíveis efeitos colaterais. Os dados devem estar em um folheto informativo na embalagem ou no invólucro da planta.

## Definição de órgãos regulatórios
Fitoterápico, segundo a RDC n°48 de 16 de março de 2004 da Anvisa é o medicamento obtido empregando-se exclusivamente matérias-primas ativas vegetais. É caracterizado pelo conhecimento da eficácia e dos riscos de seu uso, assim como pela reprodutibilidade e constância de sua qualidade. Sua eficácia e segurança é validada através de levantamentos etnofarmacológicos de utilização, documentações tecnocientíficas em publicações ou ensaios clínicos fase 3. Não se considera medicamento fitoterápico aquele que, na sua composição, inclua substâncias ativas isoladas, de qualquer origem, nem as associações destas com extratos vegetais.
Segundo a OMS, os medicamentos fitoterápicos são aqueles preparados com substâncias ativas presentes na planta como um todo, ou em parte dela, na forma de extrato total.

## Utilização na saúde pública
No Brasil, o Ministério da Saúde, torna disponível a utilização de medicamentos fitoterápicos na saúde pública. Desde 2007, as prefeituras brasileiras podem adquirir espinheira-santa, utilizada no tratamento de úlceras e gastrites e guaco para sintomas da gripe, como a tosse, ambos aprovados pela Agência Nacional de Vigilância Sanitária. No final de 2009, foram incluídos à lista de fitoterápicos utilizados pelo SUS a alcachofra, aroeira, cáscara sagrada, garra-do-diabo, isoflavona da soja e unha-de-gato.
Através da Portaria interministerial (2.960/2008) assinada pelo Ministério da Saúde do Brasil e outros nove ministérios (Casa Civil; Agricultura, Pecuária e Abastecimento; Cultura; Desenvolvimento Agrário; Desenvolvimento Social e Combate à Fome; Desenvolvimento Indústria e Comércio Exterior; Integração Nacional; Meio Ambiente; e Ciência e Tecnologia) foi criado o Programa Nacional de Plantas Medicinais e Fitoterápicos com objetivo de ampliar a utilização deste tipo de medicamento pelo SUS.
Também em janeiro de 2009, o Ministério da Saúde do Brasil divulgou uma lista com 71 plantas que podem ser utilizadas como medicamento fitoterápico. Eis a composição da lista:
| Nome científico                                                   | Nome popular                                                              | Uso                                                                               |
| ----------------------------------------------------------------- | ------------------------------------------------------------------------- | --------------------------------------------------------------------------------- |
| Achillea millefolium                                              | Mil-folhas, Dipirona                                                      | Combate úlceras, feridas, analgesica                                              |
| Allium sativum                                                    | Alho                                                                      | Anti-séptico, Anti-inflamatório e Anti-hipertensivo                               |
| Aloe spp (A. vera ou A. barbadensis)                              | Babosa, áloes                                                             | Combate caspa, calvície e é antisséptico, tira lêndea de piolhos e é cicatrizante |
| Alpinia spp (A. zerumbet ou A. speciosa)                          | Colônia                                                                   | Anti-hipertensivo                                                                 |
| Anacardium occidentale                                            | Caju                                                                      | Antisséptico e cicatrizante                                                       |
| Ananas comosus                                                    | Abacaxi                                                                   | Mucolítica e fluidificante das secreções e das vias aéreas superiores.            |
| Apuleia ferrea = Caesalpinia ferrea                               | Jucá, pau-ferro-verdadeiro, ibirá-obi                                     | Infecção catarral, garganta, gota, cicatrizante                                   |
| Arrabidaea chica                                                  | Crajirú, carajiru                                                         | Afeções da pele em geral (impigens), feridas, Antimicrobiano                      |
| Artemisia absinthium                                              | Artemísia                                                                 | Afeções de Estômago, fígado, rins, verme (lombriga, oxiúro, giárdia e ameba)      |
| Baccharis trimera                                                 | Carqueja, carqueja amargosa                                               | Combate feridas e estomáquico                                                     |
| Bauhinia spp (B. affinis, B. forficata ou variegata)              | Pata de vaca                                                              |                                                                                   |
| Bidens pilosa                                                     | Picão                                                                     | Combate úlceras                                                                   |
| Calendula officinalis                                             | Bonina, calêndula, flor-de-todos-os-males, malmequer                      | Feridas, úlceras, micoses                                                         |
| Carapa guianensis                                                 | Andiroba, angiroba, nandiroba                                             | Combate úlceras, dermatoses e feridas                                             |
| Casearia sylvestris                                               | Guaçatonga, apiáacanoçu, bugre branco, café-bravo                         | Combate úlceras, feridas, aftas, feridas na boca                                  |
| Chamomilla recutita = Matricaria chamomilla = Matricaria recutita | Camomila                                                                  | Combate dermatites, feridas banais                                                |
| Chenopodium ambrosioides                                          | Mastruz, erva-de-santa-maria, ambrosia, erva-de-bicho, mastruço, menstrus | Corrimento vaginal, antisséptico local                                            |
| Copaifera spp                                                     | Copaíba                                                                   | Anti-inflamatório                                                                 |
| Cordia spp (C. curassavica ou C. verbenacea)                      | Erva baleeira                                                             | Anti-inflamatório                                                                 |
| Costus spp (C. scaber ou C. spicatus)                             | Cana-do-brejo                                                             | Combate leucorreia e infecção renal                                               |
| Croton spp (C. cajucara ou C. zehntneri)                          | Alcanforeira, erva-mular, pé-de-perdiz                                    | Combate feridas, úlceras                                                          |
| Curcuma longa                                                     | Açafrão                                                                   |                                                                                   |
| Cynara scolymus                                                   | Alcachofra                                                                | Combate ácido úrico                                                               |
| Dalbergia subcymosa                                               | Verônica                                                                  | Auxiliar no tratamento de inflamações uterinas e da anemia                        |
| Eleutherine plicata                                               | Marupa, palmeirinha                                                       | Hemorroida, vermífugo                                                             |
| Equisetum arvense                                                 | Cavalinha                                                                 | Diurético                                                                         |
| Erythrina mulungu                                                 | Mulungu                                                                   | Sistema nervoso em geral                                                          |
| Eucalyptus globulus                                               | Eucalipto                                                                 | Combate leucorreia                                                                |
| Eugenia uniflora ou Myrtus brasiliana                             | Pitanga                                                                   | Diarreia                                                                          |
| Foeniculum vulgare                                                | Funcho                                                                    | Antisséptico                                                                      |
| Glycine max                                                       | Soja                                                                      | Sintomas da menopausa, osteoporose                                                |
| Harpagophytum procumbens                                          | Garra-do-diabo                                                            | Artrite reumatoide                                                                |
| Jatropha gossypiifolia                                            | Pião-roxo, jalapão, batata-de-téu                                         | Antisséptico, feridas                                                             |
| Justicia pectoralis                                               | Anador                                                                    | Cortes, afecções nervosas, catarro bronquial                                      |
| Kalanchoe pinnata = Bryophyllum calycinum                         | Folha-da-fortuna                                                          | Furúnculos                                                                        |
| Lamium album                                                      | Urtiga-branca                                                             | Leucorreia                                                                        |
| Lippia sidoides                                                   | Estrepa cavalo, alecrim, alecrim-pimenta                                  |                                                                                   |
| Malva sylvestris                                                  | Malva, malva-alta, malva-silvestre                                        | Furúnculos                                                                        |
| Maytenus spp (M. aquifolium ou M. ilicifolia)                     | Concorosa, combra-de-touro, espinheira-santa, cancerosa                   | Anti-séptica em feridas e úlceras                                                 |
| Mentha pulegium                                                   | Poejo                                                                     |                                                                                   |
| Mentha spp (M. crispa, M. piperita ou M. villosa)                 | Hortelã-pimenta, hortelã, menta                                           |                                                                                   |
| Mikania spp (M. glomerata ou M. laevigata)                        | Guaco                                                                     | Broncodilatador                                                                   |
| Momordica charantia Melão de São Caetano                          |                                                                           |                                                                                   |
| Morus sp                                                          | Amora                                                                     |                                                                                   |
| Ocimum gratissimum                                                | Alfavacão, alfavaca-cravo                                                 |                                                                                   |
| Orbignya speciosa                                                 | Babaçu                                                                    |                                                                                   |
| Passiflora spp (P. alata, P. edulis ou P. incarnata)              | Maracujá                                                                  | Calmante                                                                          |
| Persea spp (P. gratissima ou P. americana)                        | Abacate                                                                   | Ácido úrico, prevenir queda de cabelo, anticaspa                                  |
| Petroselinum sativum                                              | Falsa                                                                     |                                                                                   |
| Phyllanthus spp (P. amarus, P.niruri, P. tenellus e P. urinaria)  | Erva-pombinha, quebra-pedra                                               |                                                                                   |
| Plantago major                                                    | Tanchagem, tanchás                                                        | Feridas                                                                           |
| Plectranthus barbatus = Coleus barbatus                           | Boldo                                                                     |                                                                                   |
| Polygonum spp (P. acre ou P. hydropiperoides)                     | Erva-de-bicho                                                             | Corrimentos                                                                       |
| Portulaca pilosa                                                  | Amor-crescido                                                             | Feridas, úlceras                                                                  |
| Psidium guajava                                                   | Goiaba                                                                    | Leucorreia, aftas, úlcera, irritação vaginal                                      |
| Punica granatum                                                   | Romeira                                                                   | Leucorreia                                                                        |
| Rhamnus purshiana                                                 | Cáscara sagrada                                                           |                                                                                   |
| Ruta graveolens                                                   | Arruda                                                                    |                                                                                   |
| Salix alba                                                        | Salgueiro branco                                                          |                                                                                   |
| Schinus terebinthifolius = Schinus aroeira                        | Araguaíba, aroeira, aroeira-do-rio-grande-do-sul                          | Feridas e úlceras                                                                 |
| Solanum paniculatum                                               | Jurubeba                                                                  |                                                                                   |
| Solidago microglossa                                              | Arnica                                                                    | Contusões                                                                         |
| Stryphnodendron adstringens = Stryphnodendron barbatimam          | Barbatimão, abaremotemo, casca-da-virgindade                              | Leucorreia, feridas, úlceras, corrimento vaginal                                  |
| Syzygium spp (S. jambolanum ou S. cumini)                         | Jambolão                                                                  |                                                                                   |
| Tabebuia avellanedeae                                             | Ipê-roxo                                                                  |                                                                                   |
| Tagetes minuta                                                    | Cravo-de-defunto                                                          |                                                                                   |
| Trifolium pratense                                                | Trevo vermelho                                                            |                                                                                   |
| Uncaria tomentosa                                                 | Unha-de-gato                                                              | Imunoestimulante, anti-inflamatório                                               |
| Vernonia condensata                                               | Boldo da Bahia                                                            |                                                                                   |
| Vernonia spp (V. ruficoma ou V. polyanthes)                       | Assa-peixe                                                                |                                                                                   |
| Zingiber officinale                                               | Gengibre                                                                  | Tosse                                                                             |

## Etapas de desenvolvimento

### Etapa botânica
A etapa botânica refere-se à identificação do material vegetal. Esta etapa é de suma importância, pois diferentes espécies podem ter também efeitos diferentes. Também é avaliado a atividade do vegetal, concentração de seus princípios ativos em diferentes épocas e locais de colheita. Um vegetal pode ser confundido com outro muito facilmente.

### Etapa farmacêutica
Determina-se e identifica-se as substâncias de valor no vegetal. Assim é criado a forma de preparo correta, garantindo a estabilidade das amostras.

### Etapa de ensaios biológicos
O possível medicamento é testado em ensaios farmacodinâmicos, farmacocinéticos e toxicológicos em animais de laboratório.

### Etapa clínica
Esta fase é dividida em quatro seguimentos: na primeira etapa o medicamento é usado em poucas pessoas e são avaliados sua farmacocinética, farmacodinâmica, dosagem e local de aplicação; a segunda etapa testa o medicamento em doentes; a terceira etapa prolonga-se o tempo de uso e na última etapa utiliza-se um número maior de pacientes para confirmar as etapas anteriores.